# Shi Wei (Handballspielerin)
Shi Wei (chinesisch 石偉, Pinyin Shí Wěi; * 3. Februar 1970)  ist eine ehemalige chinesische Handballspielerin.

## Karriere
Shi Wei begann das Handballspielen im Jahr 1984 und trat im darauffolgenden Jahr der ersten Mannschaft von Peking bei. Mit dieser Mannschaft gewann sie 1987, 1993, 1997 und 2001 die nationale Meisterschaft.
Shi Wei wurde erstmals im Jahr 1987 in den Kader der chinesischen Nationalmannschaft berufen. Bei den Olympischen Spielen 1988 in Seoul gehörte die Rückraumspielerin zwar dem chinesischen Aufgebot an, jedoch blieb sie ohne jeglichen Einsatz. Acht Jahre später nahm die Linkshänderin an den Olympischen Spielen in Atlanta teil, die China auf dem fünften Platz abschloss. Shi Wei belegte mit 31 Treffern ebenfalls den fünften Platz in der Torschützinnenliste des Turniers. Mit China gewann sie bei den Asienspielen im Jahr 1990 die Silbermedaille, im Jahr 1994 die Bronzemedaille und im Jahr 2002 die Bronzemedaille.